# Grip (Filmberuf)
Grip ist die Bezeichnung eines filmtechnischen Berufs. Der Grip arbeitet als Teil des Filmstabs beim Kameradepartment, oder, wie es umgangssprachlich heißt, beim Bild. Der Key Grip ist der Chef der Gripcrew; der Bediener des Kamerawagens wird Dolly Grip genannt; beiden untersteht der Grip-Assistent.
In Deutschland und Österreich lautet die Berufsbezeichnung Kamerabühne, manchmal auch Drehbühne oder einfach Bühne. Der Chef der Kamerabühnencrew wird Erste Kamerabühne genannt. In der deutschsprachigen Schweiz bezeichnet man den Grip als Maschinist, bzw. in leitender Position als Chefmaschinist. Der Begriff wurde aus der französischsprachigen Schweiz bzw. Frankreich übernommen, wo die Funktion machiniste oder chef machiniste heißt.

## Aufgaben
Der Grip oder Kamerabühnenmann oder Kamerabühnenfrau ist am Set für die sichere Befestigung und das Bewegen der Kamera verantwortlich. 
Zu diesem Aufgabenbereich gehören:
- Aufbau und Sicherung aller kameratechnischen Systeme.
- Sicheres Stellen des Kamerastativs, sei es im Studio oder auf unwegsamem Gelände.
- Das nivellierte Legen von Schienen für Kamerawagen (Dolly) und das Bewegen des Dollys während der Aufnahmen in Absprache mit Kamera und Regie.
- Aufbau und Bedienung von Kamerakränen. In Deutschland ist dazu der Besitz eines gültigen Befähigungsnachweises erforderlich.[6]
- Sämtliche Arten von Riggings (Befestigungen, Bühnenbauten) auf dem Filmset. Dazu gehören einfache Unterbauten für Kamera oder Schauspieler genauso wie das Montieren von kameratragenden Systemen auf Podesten, Hubsteigern, Türmen, in Fenstern, auf Dächern und auf Fahrzeugen aller Art.
- In den USA und in Kanada ist der Grip ebenfalls zuständig für den Aufbau von lichttragenden Systemen für Scheinwerfer und des dazugehörigen, nicht elektrifizierten Equipments wie Diffusoren, Reflektoren und Flags.

Der Grip arbeitet am nächsten mit Kameramann, Kameraassistent und Beleuchtern zusammen, untersteht letztlich aber, wie diese, der Regie.

## Kamerabewegungen
Neben Sicherheitsaspekten zeichnet den Grip die Fähigkeit aus, Kameras mittels Dolly oder Kran möglichst ruckfrei und ausgeglichen zu bewegen. 
Dollyfahrten werden auch Travellings genannt. Man unterscheidet dabei zwischen track-in und track-out Fahrten (ins Bild hinein – auch Verdichten genannt – oder aus dem Bild heraus), Lateralfahrten (quer zum Bild) und Kreisfahrten. Beim Kran spricht man zusätzlich von Hüben und Schwenks. 
Der Grip ist idealerweise auch involviert in die Überlegungen, die zu Kamerafahrten führen. Über die Motivation von Bewegungen existieren unter Kameraleuten und Regiepersonen unterschiedliche Auffassungen. Nicht wenige vertreten die Ansicht, dass eine Kamerabewegung immer einen Grund braucht, beispielsweise die Bewegung eines Schauspielers oder das Verdichten auf einem Gesicht als dramatischer Akzent. Andere sind der Meinung, dass Kamerabewegungen jederzeit möglich sind, solange sie einen formalen oder ästhetischen Gewinn bringen. Diese Diskussion beschränkt sich hauptsächlich auf den narrativen Film (Spielfilm, Serien). In Werbefilmen und Musikvideos ist der ästhetische Gewinn ein ausreichender Grund für Kamerabewegungen. 

## Anforderungen
- Handwerkliches und technisches Geschick und entsprechende Kenntnisse.
- Kenntnisse der visuellen und dramaturgischen Wirkung von Kameraeinstellungen, Kamerabewegungen und ihrer Umsetzung.
- Kenntnisse über Dollys, Kamerakräne, sämtliche kameratragende Systeme und Hilfsmittel. Befähigungsausweis für das Aufstellen und Bedienen von Kränen.
- Allgemeine Kenntnisse über Kameras, Brennweiten und Bildformate.
- Praxisbezogene Grundkenntnisse in der Mechanik, Statik und Dynamik.
- Teamfähigkeit.
- Die Fähigkeit auch unter Druck und nach langen Arbeitstagen die Sicherheit auf Set stets zu gewährleisten.

Grip ist als Beruf nur in der Praxis erlernbar.

## Galerie

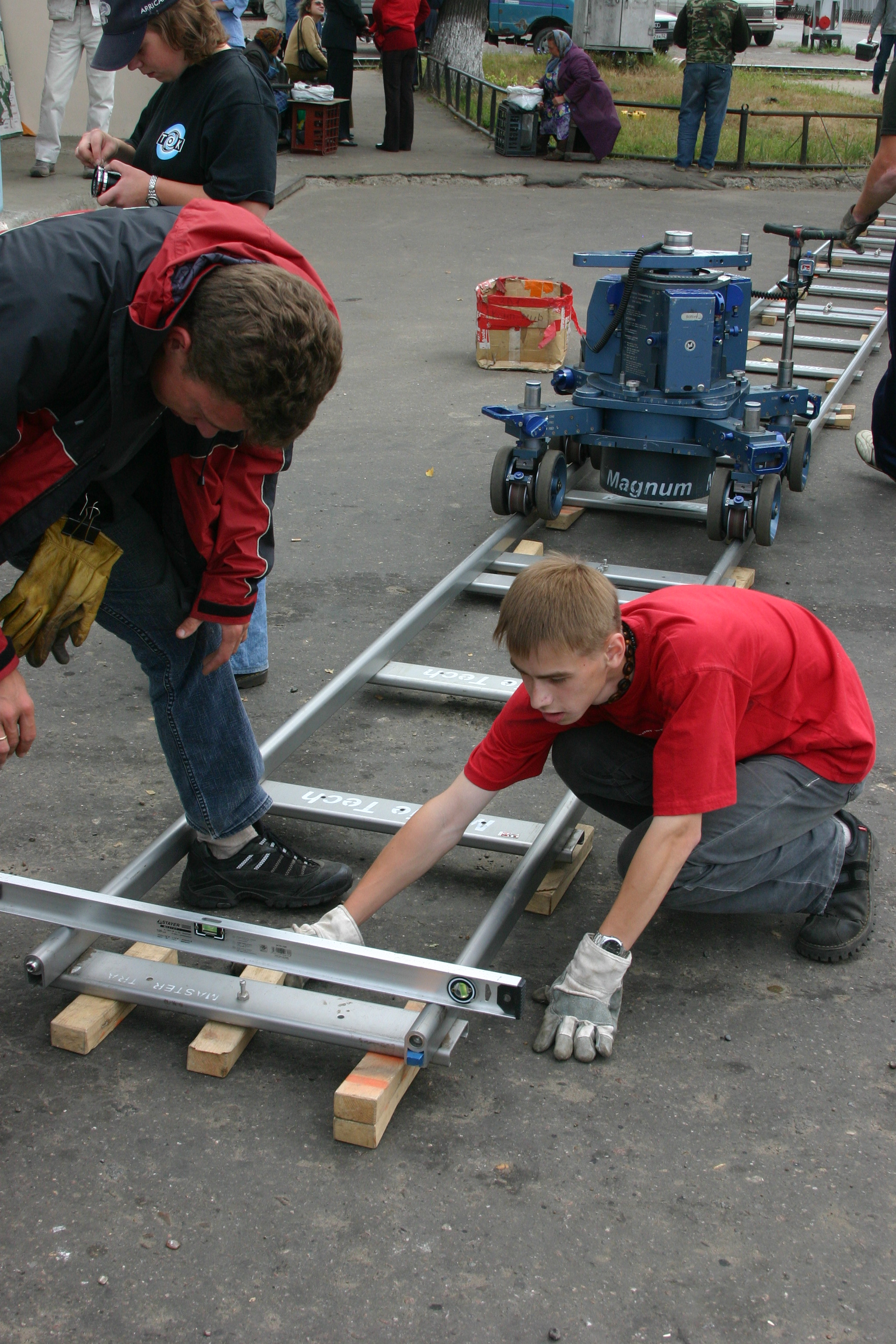
Nivel- lieren
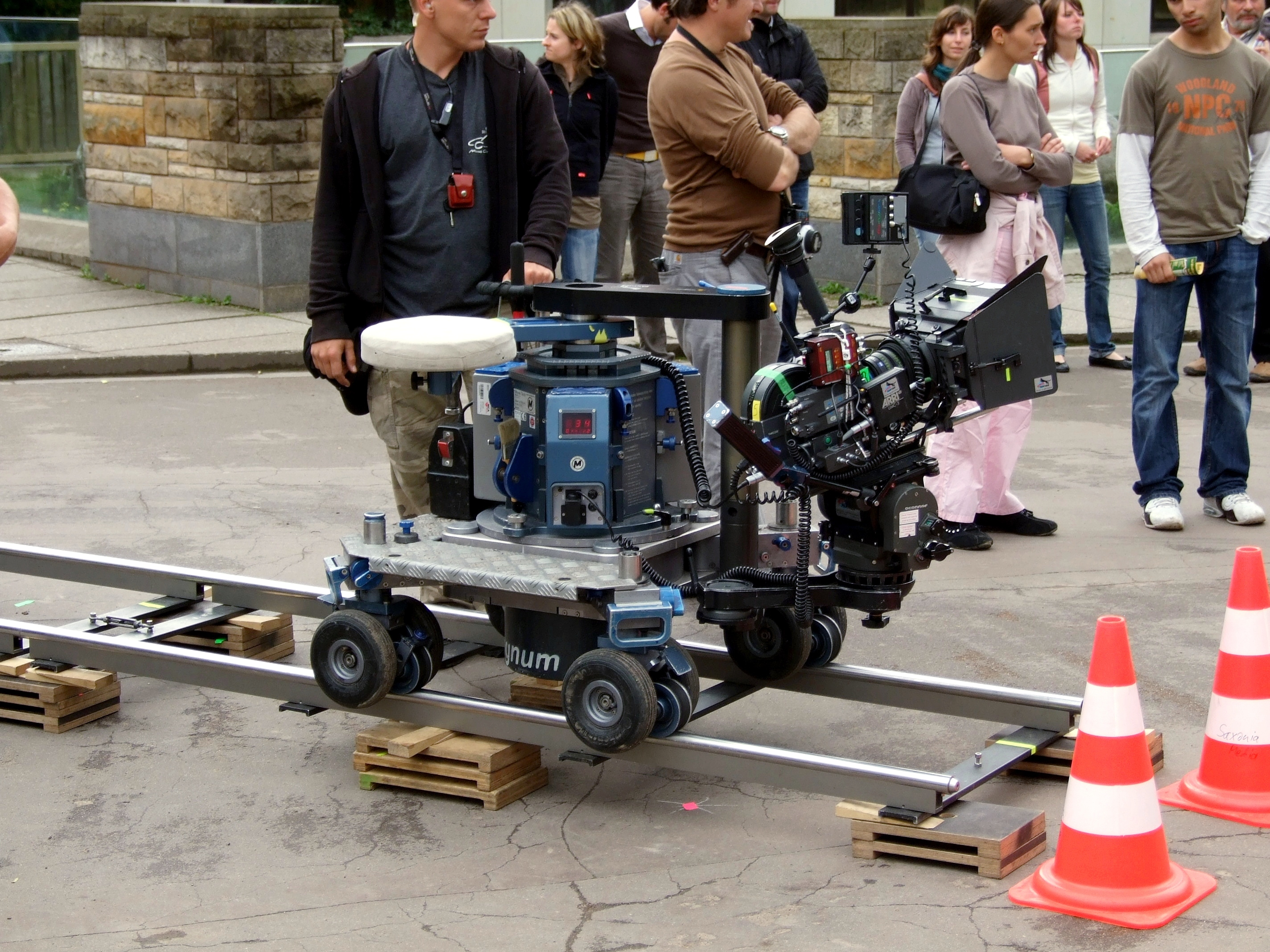
Dolly Grip
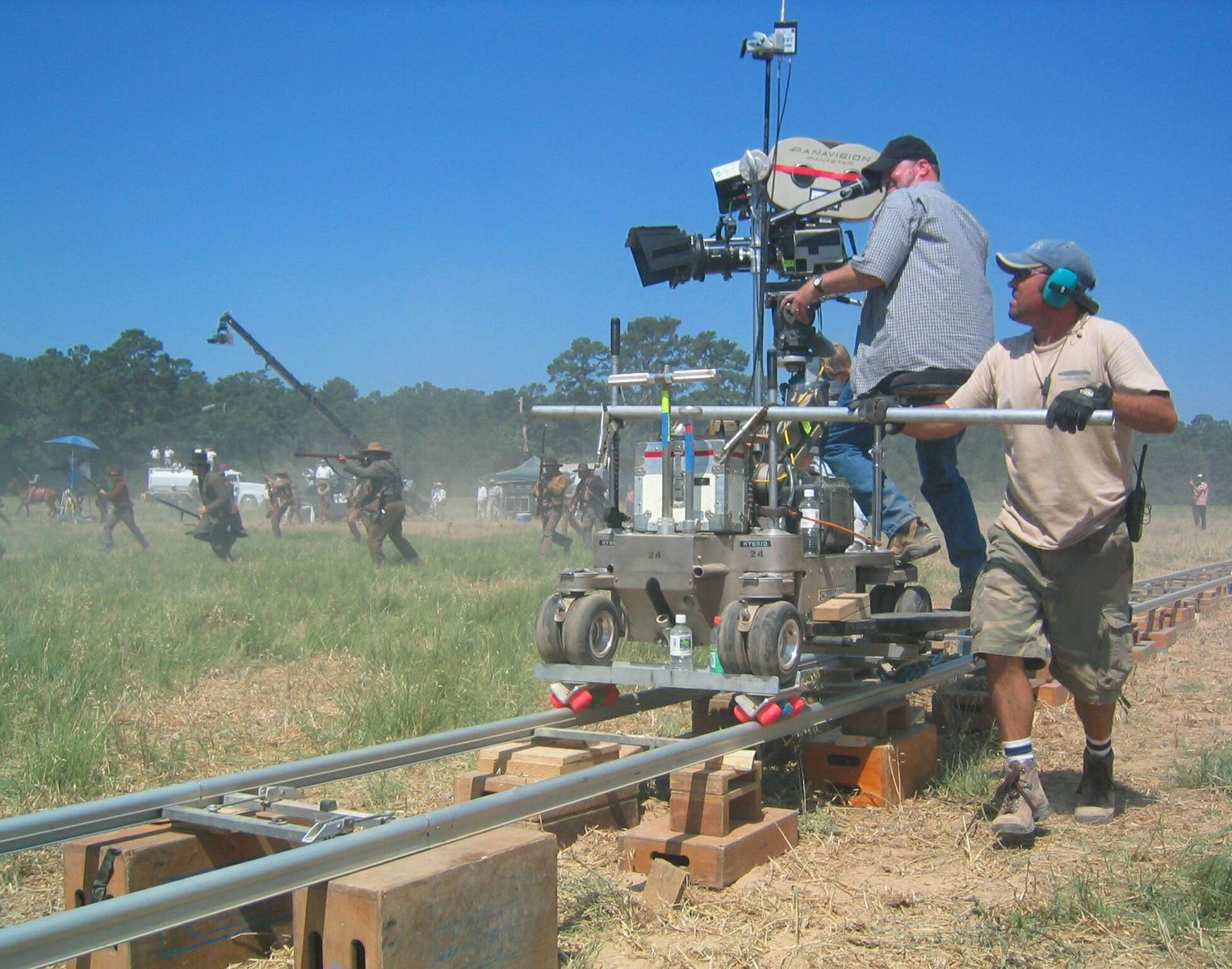
Grip in action
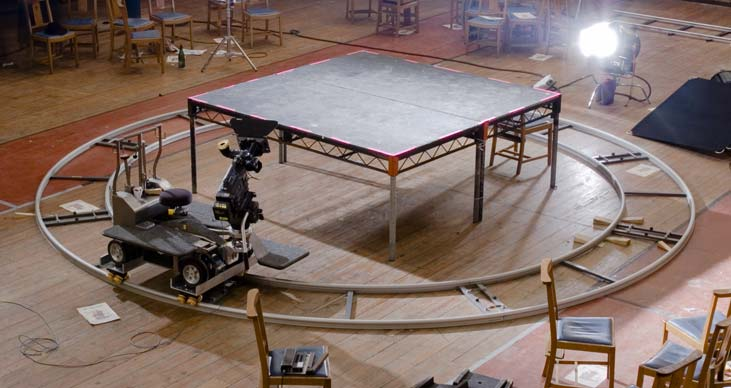
Kreisfahrt
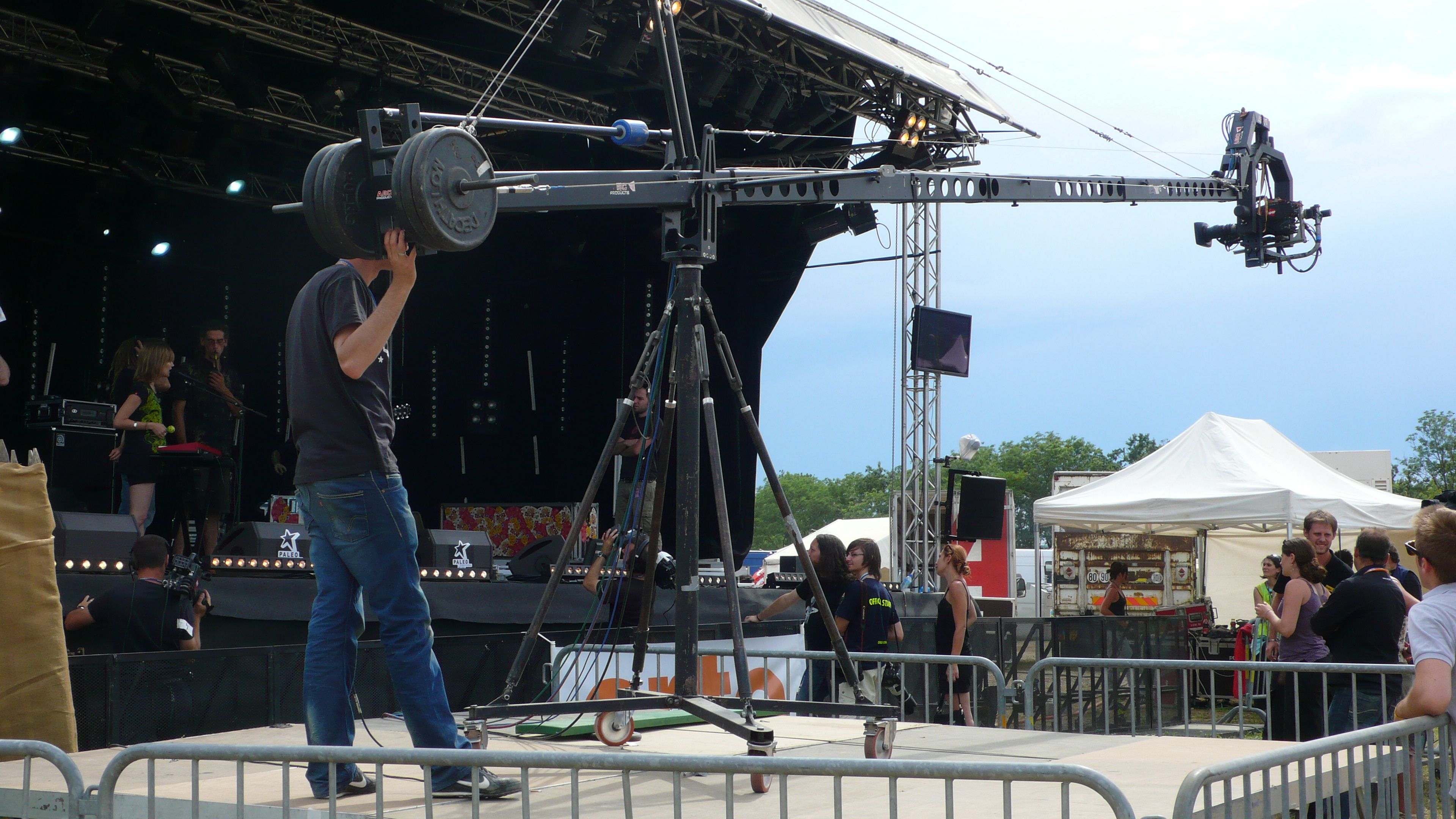
Kranbedienung